# Ред-Шют (Луїзіана)
Ред-Шют (англ. Red Chute) — переписна місцевість (CDP) в США, в окрузі Боссьєр штату Луїзіана. Населення — 7065 осіб (2020).

## Географія
Ред-Шют розташований за координатами 32°34′23″ пн. ш. 93°36′31″ зх. д. / 32.57306° пн. ш. 93.60861° зх. д. (32.573118, -93.608547).  За даними Бюро перепису населення США в 2010 році переписна місцевість мала площу 23,79 км², з яких 23,73 км² — суходіл та 0,06 км² — водойми.

## Демографія
Згідно з переписом 2010 року, у переписній місцевості мешкала 6261 особа в 2319 домогосподарствах у складі 1767 родин. Густота населення становила 263 особи/км².  Було 2507 помешкань (105/км²).
Расовий склад населення:
| - 85,6 % — білих - 7,7 % — чорних або афроамериканців - 1,2 % — азіатів - 0,5 % — корінних американців - 0,1 % — вихідців з тихоокеанських островів - 2,7 % — осіб інших рас |

До двох чи більше рас належало 2,2 %. Частка іспаномовних становила 7,2 % від усіх жителів.
За віковим діапазоном населення розподілялося таким чином: 25,5 % — особи молодші 18 років, 63,4 % — особи у віці 18—64 років, 11,1 % — особи у віці 65 років та старші. Медіана віку мешканця становила 37,3 року. На 100 осіб жіночої статі у переписній місцевості припадало 97,9 чоловіків;  на 100 жінок у віці від 18 років та старших — 95,0 чоловіків також старших 18 років.
Середній дохід на одне домашнє господарство  становив 85 042 долари США (медіана — 65 500), а середній дохід на одну сім'ю — 95 981 долар (медіана — 70 862). Медіана доходів становила 61 143 долари для чоловіків та 35 640 доларів для жінок. За межею бідності перебувало 11,9 % осіб, у тому числі 10,9 % дітей у віці до 18 років та 0,0 % осіб у віці 65 років та старших.
Цивільне працевлаштоване населення становило 3076 осіб. Основні галузі зайнятості: освіта, охорона здоров'я та соціальна допомога — 20,1 %, мистецтво, розваги та відпочинок — 11,7 %, транспорт — 9,9 %, роздрібна торгівля — 9,2 %.